# 阿里莫本源氏物語
阿里莫本源氏物語（ありまほんげんじものがたり）は、源氏物語の写本である。現在は天理大学天理図書館の所蔵。54帖に雲隠六帖を含む60帖が現存する。別本の本文を持ち、江戸時代前期（1692年（元禄5年））の成立とみられる。

## 概要
阿里莫本源氏物語は、古伝本系の別本に属する本文をまとまって持つ写本として陽明文庫本、国冬本、御物本、保坂本等と並んで名前を挙げられる写本であり、特に本写本と同じく天理図書館に所蔵されている麦生本や現在中京大学に所蔵されている中京大学本とは極めて近似した本文を持つことが指摘されている。阿里莫神社旧蔵とされる（ただし「阿里莫神社」については特定出来ていない。）ことから阿里莫本と呼ばれている。源氏物語大成研究編の説明には28帖とあり、28帖のみが校異に採用されているが、現在天理図書館に現存するのは通常の桐壺から夢浮橋までの54帖に雲隠六帖を含む60帖である。1692年（元禄5年）成立。全体が高坂松陰の一筆本と見られる。

## 伝来
昭和初期に麦生本と相前後して東京の古書籍商の本に現れ池田亀鑑の元に入り、校異源氏物語（源氏物語大成）に28帖の校異が取られた。その後戦時中に麦生本とともに行方不明になったとされたが、戦後古書籍商である弘文荘反町茂雄の手を経て天理図書館に入り現在も天理図書館の所蔵である。

## 本文
池田は『源氏物語大成研究編』では本写本を麦生本とともに別本の中でも「注釈的意図を持って扱われた写本」の「傾向を持つかもしれない」としている。池田亀鑑によって写本記号「阿」として別本の対校本として「校異源氏物語」及び「源氏物語大成校異編」に採用された巻は空蝉、薄雲、少女、玉鬘、初音、胡蝶、蛍、野分、真木柱、梅枝、藤裏葉、若菜上、若菜下、柏木、横笛、鈴虫、夕霧、御法、幻、匂宮、紅梅、竹河、橋姫、早蕨、宿木、蜻蛉、手習、夢浮橋であり、対校本として採用されなかった巻は桐壺、帚木、夕顔、若紫、末摘花、紅葉賀、花宴、葵、賢木、花散里、須磨、明石、澪標、蓬生、関屋、絵合、松風、朝顔、常夏、篝火、行幸、藤袴、椎本、総角、東屋、浮舟になる。現在までのところ、本写本単独でも影印本や翻刻本は作成されていないものの、校異源氏物語及び源氏物語大成校異編において池田亀鑑が別本であると判断した巻28帖が対校本文に採用されている。岡嶌偉久子の分析によると、池田亀鑑が校異源氏物語において本写本を対校本文として採用しなかった巻は、ほぼ純粋な青表紙本や河内本であると見られる本文を持つ巻の他に、どちらかといえば別本であるとはいえるものの、青表紙本や河内本に近く、これらとの混態を示す別本に属すると考えられる巻も除かれているという。『源氏物語別本集成』では対校本として54帖全てが採用されており、本文を確認することが出来る。